# 64大屠杀纪念碑
34°54′29″N 116°50′31″W / 34.908°N 116.842°W

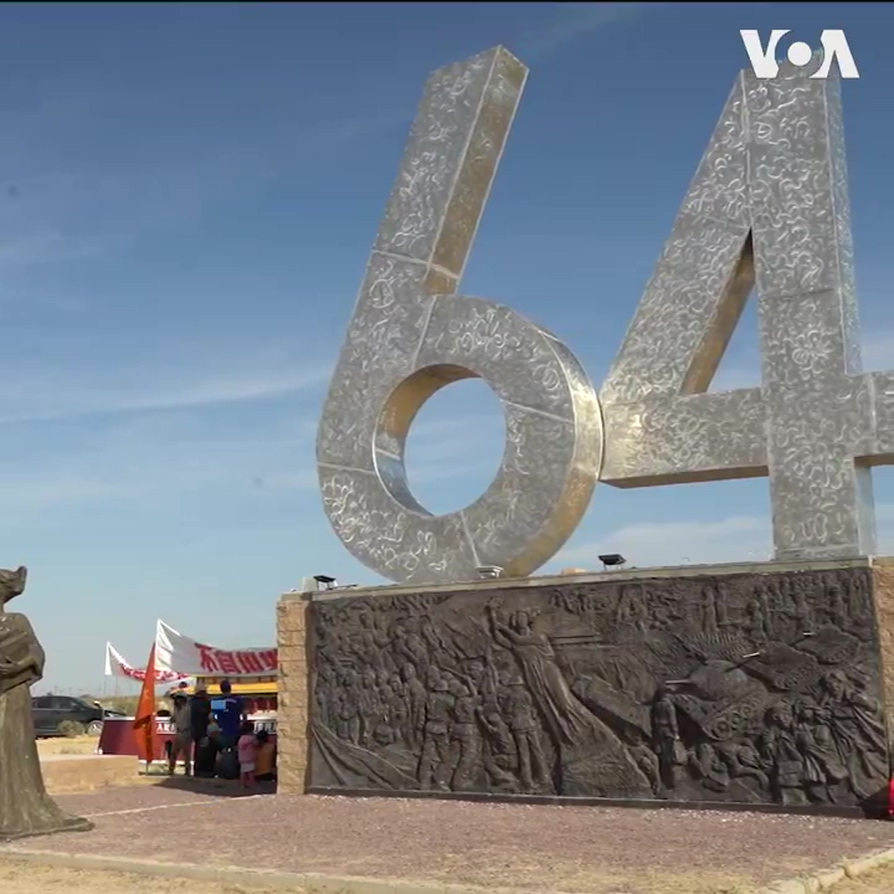
64大屠杀纪念碑

天安门大屠杀纪念碑，或称六四大屠杀纪念碑、六四纪念碑，是一座为纪念六四运动中牺牲的示威者而建的纪念碑。这所塑像是座落在美国加州洛杉矶的自由雕塑公园里的不锈钢塑像，由华人雕塑艺术家陈维明设计并建造。
这座纪念碑在2019年六四事件在美国洛杉矶至拉斯维加斯的公路旁落成，被视为目前全球最大的六四事件纪念碑。创作者陈维明将其比喻为「六四死难者」安息之地；而前八九学运领袖则视为他们的「哭墙」和「广场」。

## 外形
纪念碑的主体由“64”两个巨型数字组成，方位倾角是64度，不锈钢主体高6.4米，基座的高度为2.5米，总高度刚好是8.9米，雕塑所在地距离中国北京6400英里，含义为纪念89六四。
雕塑下方为六四事件的大型浮雕，浮雕中心人物是一名女性，她右手高举火炬，左手的书上用英文写着“Give me liberty, or give me death”（不自由毋宁死）。

## 位置
这所塑像位于连接洛杉矶和拉斯维加斯的15号州际公路旁的自由雕塑公园里。

## 媒体报道
全球最大的64大屠杀纪念碑落成仪式获得了大量媒体的关注与报道。